# Кајл
Кајл (њем. Kail) општина је у њемачкој савезној држави Рајна-Палатинат. Једно је од 92 општинска средишта округа Кохем-Цел. Према процјени из 2010. у општини је живјело 303 становника. Посједује регионалну шифру (AGS) 7135044.

## Географски и демографски подаци
Кајл се налази у савезној држави Рајна-Палатинат у округу Кохем-Цел. Општина се налази на надморској висини од 294 метра. Површина општине износи 6,2 km². У самом мјесту је, према процјени из 2010. године, живјело 303 становника. Просјечна густина становништва износи 49 становника/km².